# Хрущёв, Алексей Иванович
Алексей Иванович Хрущёв (1747 — 5 июня 1805) — русский военачальник, генерал от инфантерии, участник трёх русско-турецких войн, включая осаду Очакова в 1788 году.

## Биография
Сын столбового дворянина Ивана Алексеевича Хрущёва. На службу записан в 1754 году, в 1769 году принимал участие в сражении под Ореховом, позже в русско-турецкой войне 1768—1774 годов. В начале 1780-х годов состоял комендантом в Воронеже, где ему принадлежал дом. В 1783 г. произведён в бригадиры.
Участвовал в следующей войне с Турцией, во время штурма Очакова командовал пятой колонной; в самом Очакове его именем была названа одна из центральных улиц (ныне улица Бебеля). За успехи в этой кампании был произведён 14.04.1789 в генерал-майоры и награждён орденом Св. Георгия 3-й степени (№ 60). В 1790 году в составе армии графа И. П. Салтыкова перешёл на театр военных действий со Швецией, где при нападении шведов на Савитайпальский пост, имея значительно меньше сил, наголову разбил войска барона Армфельда.
По окончании войны переведён в армию, расквартированную на Западной Двине. В 1794 году генерал-майор Хрущёв, командуя в Польше корпусом, участвовал в подавлении восстания Т. Костюшко. С июня 1796 года генерал-поручик, с ноября генерал-лейтенант. С 17 сентября 1798 г. генерал от инфантерии. На склоне лет написал «Размышления, в каком состоянии армия была в 1764 году», где восхвалял результаты реформ, проведенных Потемкиным.
С 1801 года проживал в Воронеже, где и умер в июне 1805 года. Владел имениями в Московской, Воронежской и Минской губерниях.
- Дочь — Наталья (1773—1829) была замужем (1797) за Николаем Васильевичем Чертковым (1764—1838)[7], председателем воронежского совестного суда, сыном В. А. Черткова, братом Д. В. Черткова. Её дети:
  - Алексей Николаевич (1797—после 1842). Получил домашнее образование, был военным, в 1837 году перешёл на службу по дворянским выборам, с 1842 года — советник воронежского губернского правления. Коллекционер, библиофил. Был знаком с В.А.Жуковским, с А.В.Кольцовым.
  - Дмитрий Николаевич (1802—1851), председатель воронежской гражданской палаты. Его жена — Анастасия Федоровна, урожд. Левашова (1806—1881), дочь Ф. И. Левашова. 
    - Его сын — Федор Дмитриевич Чертков, внук — Михаил Фёдорович Чертков.

  - Анастасия Николаевна (1810—1883). Её муж — Николай Иванович Тевяшев (1798–1846), штаб-ротмистр, попечитель Павловского уездного училища, внук С. И. Тевяшева, брат П. И. Тевяшова.  
    - Её дети: Иван Николаевич Тевяшов (1837–1898), острогожский уездный предводитель дворянства в 1867–1868 гг.;  Василий Николаевич Тевяшов (1839–1909), острогожский уездный предводитель дворянства в 1895–1901 гг.; Владимир Николаевич Тевяшов (1840–1919), член Воронежской ученой архивной комиссии, краевед и археограф, Николай Николаевич Тевяшов (1842—1905), туркестанский генерал-губернатор; Евгений Николаевич Тевяшов (1846–1914), начальник департамента Министерства финансов; один из учредителей, товарищ (заместитель) председателя петербургского Кружка любителей русских изящных изданий, владелец библиотеки иллюстрированных изданий и собрания книжных иллюстраций. Составитель книг «Описание нескольких гравюр и литографий» (1903), «Материалы для библиографии русских иллюстрированных изданий» (1910)[8].

  - Александр Николаевич
  - Екатерина Николаевна
- Сын — Иван (1774—1824), генерал-майор, участник Отечественной войны 1812 года и заграничного похода русской армии.  Жена — Прасковья Дмитриевна Черткова, дочь Д.В.Черткова. Детей у супругов не было.